# 上栗镇
上栗镇，是中华人民共和国江西省萍乡市上栗县下辖的一个乡镇级行政单位。

## 行政区划
上栗镇下辖以下地区：
滨河社区、西盛社区、南北社区、平安社区、胜利村、石洋村、渌塘村、佛岭村、龙合村、新群村、菜场村、新民村、四海村、夭埠村、永红村、櫸溪村、万石村、斑竹村、踏塘村、水源村、新建村和泉塘村。